# Коротышка — большая шишка
«Весельчак Пи-Ви» или «Коротышка — большая шишка» (англ. Big Top Pee-Wee) — кинокомедия Рэндела Клайзера, являющаяся сиквелом «Большого приключения Пи-Ви». В прокате фильм собрал 15 122 000 долларов.

## Сюжет
Однажды утром Пи-Ви Херман проснулся после ужасной бури и обнаружил, что на заднем дворе его фермы находится шапито. Подружившись с хозяином, Пи-Ви надеется впечатлить Джину Пикколапупулу — красивую артистку шапито, выступающую на трапециях, в которую он влюбился.

## В ролях
- Пол Рубенс — Пи-Ви Херман, эксцентричный фермер и учёный, живущий на окраине маленького городка
- Крис Кристоферсон — Мэйс Монтана, хозяин шапито, которое перенесло на ферму Германа во время шторма
- Валерия Голино — Джина Пикколапупула, красивая артистка шапито, в которую влюбился Герман
- Пенелопа Энн Миллер — Винни Джонстон, школьная учительница и невеста Германа
- Сьюзан Тайррелл — Мидж Монтана, жена Мэйса Монтаны
- Уэйн Уайт[англ.] — голос говорящей свиньи Германа
- Бенисио дель Торо — Дьюк-Собачья-Рожа
- Лео Гордон — Джо, кузнец
- Кеннат Тоби — шериф